# Tony Ince
Tony Ince, né le 16 décembre 1957 à Halifax, est un représentant de commerce, professeur et homme politique néo-écossais (canadien), sénateur pour la Nouvelle-Écosse depuis le 7 mars 2025.
Il est député à l'Assemblée législative de la Nouvelle-Écosse de la circonscription de Cole Harbour-Portland-Valley de 2013 à 2021 et de la circonscription de Cole Harbour de 2021 à 2024 sous la bannière du Parti libéral de la Nouvelle-Écosse.
Il occupe plusieurs postes ministériels au sein des cabinets des premiers ministres Stephen McNeil et Iain Rankin.

## Biographie
Né le 16 décembre 1957 à Halifax dans la province de Nouvelle-Écosse au Canada, Tony Ince détient un baccalauréat en éducation de l'Université Saint-Francis-Xavier,.

### Carrière politique
Membre du Parti libéral de la Nouvelle-Écosse, il est élu pour la première fois à l'Assemblée législative de la Nouvelle-Écosse dans la circonscription de Cole Harbour-Portland-Valley lors de l'élection néo-écossaise du 8 octobre 2013, dans laquelle il défait le premier ministre néo-démocrate Darrell Dexter.
Le 22 octobre 2013, il devient ministre des Communautés, de la Culture et du Patrimoine ainsi que ministre des Affaires afro-néo-écossaises et ministre responsable de la loi sur les biens patrimoniaux au Conseil exécutif de la Nouvelle-Écosse.
Réélu en 2017, il reste ministre des Affaires afro-néo-écossaises et devient ministre de la Commission de la fonction publique.
En octobre 2024, il annonce ne pas se représenter afin de passer plus de temps avec sa famille.
Le 7 mars 2025, il est nommé au Sénat du Canada dans la dernière salve de nomination du premier ministre Justin Trudeau.